# Jacqueline Hill
Grace Jacqueline Hill (Birmingham, 17 dicembre 1929 – 18 febbraio 1993) è stata un'attrice britannica, conosciuta per aver interpretato Barbara Wright, una delle prime compagne di viaggio del protagonista della serie classica Doctor Who.

## Biografia
Hill nacque a Birmingham nel 1929. Studiò alla scuola di recitazione londinese Royal Academy of Dramatic Art.
Fece il suo debutto teatrale recitando in The Shrike.
Negli anni '50 è apparsa nei film per la televisione Three Empty Rooms e Blood Money. In seguito ha partecipato a diverse produzioni televisive, tra cui Joyous Errand e The Six Proud Walkers; nel 1978 ha interpretato lady Capulet nel film TV Romeo & Juliet, mentre nel 1986 partecipò alla miniserie Paradise Postponed.
Nel 1963 venne scelta per interpretare Barbara Wright, un'insegnante che affianca nei suoi viaggi il protagonista della serie Doctor Who. L'attrice lasciò la serie due anni dopo, nel 1965, ma vi tornò nel 1980 interpretando il personaggio di Lexa nel serial Meglos.
Morì di cancro nel 1993.

## Filmografia

### Cinema
- John Harlow, regia di John Harlow (1953)
- The Comedy Man, regia di Alvin Rakoff (1964)

### Televisione
- Three Empty Rooms, regia di Reginald Rose – film TV (1955)
- Blood Money, regia di Ralph Nelson – film TV (1955)
- Joyous Errand – serie TV, 6 episodi (1957)
- The Flying Doctor – serie TV, episodio 1x24 (1959)
- The Six Proud Walkers – serie TV, 5 episodi (1962)
- Out of This World – serie TV, episodio 1x07 (1962)
- Maigret – serie TV, episodio 3x12 (1962)
- No Hiding Place – serie TV, episodi 4x11-9x04 (1962-1966)
- Crown Court – serie TV, episodi 7x70-7x71 (1978)
- Romeo & Juliet, regia di Alvin Rakoff – film TV (1978)
- Doctor Who – serie TV, 80 episodi (1963-1980)
- Angels – serie TV, episodio 8x27 (1982)
- Il brivido dell'imprevisto (Tales of the Unexpected) – serie TV, episodi 6x10-7x12 (1983-1984)
- Screenplay – serie TV, episodio 1x01 (1986)
- Paradise Postponed – miniserie TV (1986)